# Bertholdia yashoquintela
Bertholdia yashoquintela là một loài bướm đêm thuộc phân họ Arctiinae, họ Erebidae.